# NGC 2273
NGC 2273 је спирална галаксија у сазвежђу Рис која се налази на NGC листи објеката дубоког неба.
Деклинација објекта је + 60° 50' 45" а ректасцензија 6h 50m 8,4s. Привидна величина (магнитуда) објекта NGC 2273 износи 11,6 а фотографска магнитуда 12,5. Налази се на удаљености од 30 милиона парсека од Сунца. NGC 2273 је још познат и под ознакама UGC 3546, MCG 10-10-15, MK 620, CGCG 285-6, IRAS 06456+6054, PGC 19688.